# Жамбильський сільський округ (Жамбильський район, Жамбильська область)
Жамби́льський сільський округ (каз. Жамбыл ауылдық округі, рос. Жамбылский сельский округ) — адміністративна одиниця у складі Жамбильського району Жамбильської області Казахстану. Адміністративний центр — село Шайкорик.
Населення — 7874 особи (2021; 7239 у 2009, 6387 у 1999, 5340 у 1989).
Станом на 1989 рік існувала Джамбульська сільська рада (села Бесжілдик, Ворошилово, Совтрактор, Танти, Чайкурук, селище Чайкурук). 2019 року до складу сільського округу була включена територія площею 1,90 км² земель державного земельного фонду.

## Склад
До складу округу входять такі населені пункти:
| Населений пункт            | Старі назви | Населення, осіб (1989) | Населення, осіб (1999) | Населення, осіб (2009) | Населення, осіб (2021) |
| -------------------------- | ----------- | ---------------------- | ---------------------- | ---------------------- | ---------------------- |
| Шакена Ніязбекова, село    | Бесжілдик   | 1537                   | 1530                   | 1371                   | 1478                   |
| Капал, село                | Ворошилово  | 565                    | 572                    | 581                    | 609                    |
| Кониртобе, село            | Совтрактор  | 365                    | 377                    | 437                    | 535                    |
| Танти, село                | -           | 260                    | 322                    | 530                    | 328                    |
| Шайкорик, село             | Чайкурук    | 2354                   | 3327                   | 4141                   | 4417                   |
| Шайкорик, станційне селище | Чайкурук    | 259                    | 259                    | 179                    | 507                    |